# Jeden kraj, dwa systemy
Jeden kraj, dwa systemy (chiń. upr. 一国两制; chiń. trad. 一國兩制; pinyin yī guó liǎng zhì) – doktryna Chińskiej Republiki Ludowej, sformułowana w latach 80. XX wieku przez Deng Xiaopinga. Jej założeniem jest dopuszczenie do istnienia w Chinach obszarów z ustrojem kapitalistycznym, w celu zjednoczenia kraju. Zgodnie z doktryną, po ewentualnym zjednoczeniu, Tajwan zachowałby swój system polityczny, prawny, militarny, ekonomiczny i finansowy, włączając w to umowy kulturalne i handlowe z państwami trzecimi, a także miałby zagwarantowane „pewne prawa” w dziedzinie stosunków międzynarodowych. Deng Xiaoping jednak odrzucił możliwość uzyskania takiego statusu przez terytoria, które są już częścią ChRL – dotyczyło to zwłaszcza Tybetu.

## Hongkong i Makau
Doktryna jeden kraj, dwa systemy, została zaprezentowana przez Deng Xiaopinga w 1984 podczas negocjacji nt. powrotu Hongkongu do Chin. Zgodnie z nią, w celu ułatwienia unifikacji Chin rząd ChRL zgodził się, aby po przyłączeniu do ChRL Hongkong zachował przez 50 lat autonomię wewnętrzną i system kapitalistyczny. Ten sam projekt przedstawiono później także podczas rozmów nt. przekazania Chinom Makau.
Zgodnie z doktryną jeden kraj, dwa systemy Hongkong zostanie ostatecznie zespolony z ChRL w roku 2047, zaś Makau w 2049.
Do tego czasu Hongkong i Makau stanowią Specjalne Regiony Administracyjne, całkowicie suwerenne w sprawach finansów, prawa, polityki wewnętrznej, kultury i oświaty. Posiadają także własne ustawy zasadnicze i system walutowy. Rządowi w Pekinie podlegają kwestie obronności i polityki zagranicznej, jednak pomimo to mogą uczestniczyć w międzynarodowych organizacjach gospodarczych jako samodzielni członkowie.

## Tajwan
W latach 80. XX wieku rząd ChRL zaproponował Tajwanowi podobną koncepcję zjednoczenia z Republiką Chińską.
Rząd ChRL wysuwał propozycje szerokiej autonomii, zakładającej m.in. dalszą władzę Kuomintangu na Tajwanie i zachowanie przez wyspę własnego parlamentu i sił zbrojnych.
Od czasu objęcia władzy przez Hu Jintao ChRL de facto odeszła od polityki „jeden kraj, dwa systemy” wobec Tajwanu, na rzecz negocjacji politycznych i zacieśniania więzi gospodarczych. O porzuceniu doktryny wobec Tajwanu świadczy przyjęta w 2005 Ustawa Antysecesyjna, która zakłada neutralność wobec Tajwanu dopóty, dopóki nie ogłosi on niepodległości.